# 基隆墩遗址
基隆墩遗址位于浙江省海宁市梨园社区基隆墩小区之内，是一处新时期至战国时代的古文化遗址。基隆墩原名“鸡笼墩”，残高4.6米，面积1030平米。现已绿化，种植了100多棵树木，并铺就了通往土丘顶部的水泥台阶。相传吴越争霸时期，越王勾践加紧训练军队，在此筑有土台，作为指挥官命令军队的地方。由于每天清早鸡鸣时分，士兵们就在土台边集结，因而这里就被叫做“鸡笼墩”。后来这里出土了公元前4000年左右的新石器时代文物，属马家浜文化类型。2005年列入海宁市文物保护单位。